# La Palma (îles Canaries)
Pour les articles homonymes, voir La Palma.
La Palma, surnommée La Isla Bonita[réf. nécessaire] (en français « L'Île belle ») et connue sous le nom espagnol de San Miguel de La Palma[réf. nécessaire], est une île d'Espagne située dans l'océan Atlantique et faisant partie des îles Canaries. Sa ville la plus peuplée est Los Llanos de Aridane et le siège du cabildo insulaire est Santa Cruz de La Palma.
Depuis 2002, l'ensemble de l'île est une réserve mondiale de biosphère reconnue  par l'Unesco. Dans le centre de l'île se trouve le parc national de la Caldeira de Taburiente, qui est l'un des quatre parcs nationaux situés aux îles Canaries sur les quinze que compte le pays. La Palma a une population de 82 346 habitants en 2015, ce qui en fait la cinquième île la plus peuplée des Canaries. La Palma se classe également cinquième en taille, avec une superficie de 708,32 kilomètres carrés. C'est, après Tenerife, la deuxième île la plus élevée, avec une altitude de 2 428 mètres au Roque de los Muchachos.

## Géographie

### Localisation

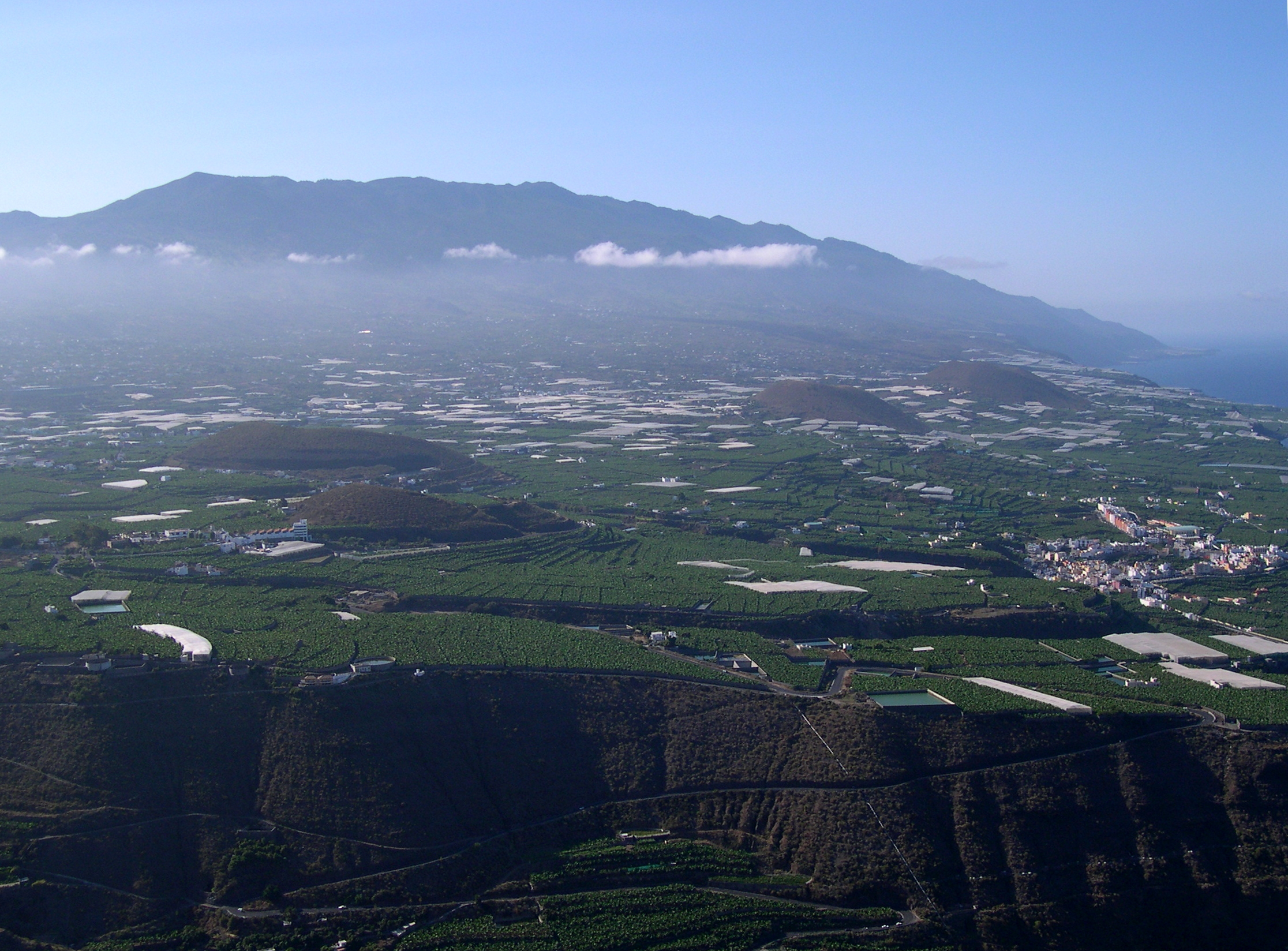
Bananeraies dans l'ouest de La Palma avec la Cumbre Vieja au second plan.

La Palma se situe dans l'Ouest des îles Canaries, un archipel d'Espagne situé dans l'océan Atlantique, au large des côtes africaines. Elle est entourée par les îles de La Gomera et Tenerife à une soixantaine de kilomètres au sud-est ainsi qu'El Hierro au sud. Administrativement, l'île fait partie de la province de Santa Cruz de Tenerife dans la communauté autonome des îles Canaries.
L'ancien méridien originaire de la France, dit « île de Fer », situé à 20° à l’ouest du méridien de Paris et à 17° 39′ 46" à l'ouest du méridien de Greenwich, passe 4′ à l'est de l'extrémité orientale de La Palma (17° 43′ 27").

### Topographie
L’île, de forme triangulaire et orientée vers le sud, est montagneuse et dominée par trois volcans : au nord, la caldeira de Taburiente, un cirque de neuf kilomètres de diamètre s’étendant vers l’ouest, au sud la Cumbre Vieja, une crête allongée couverte de cônes volcaniques, et entre les deux le Cumbre Nueva. Le point culminant de l'île est le Roque de los Muchachos, un sommet de la caldeira de Taburiente culminant à 2 428 mètres d'altitude. Ses reliefs escarpés et la pluviométrie ont permis la formation et le maintien d'une forêt faisant de La Palma l'île la plus boisée des îles Canaries. L'île jouit d'un climat doux avec des températures moyennes de 18 °C en hiver et de 25 °C en été. La pluviométrie est concentrée à l'automne et en hiver.

Vue de la partie sud-ouest de La Palma depuis le Mirador El Time. On voit le parc national de la Caldeira de Taburiente, la Cumbre Vieja, les villes de Los Llanos de Aridane, El Paso (La Palma) et Tazacorte.

### Géologie
La Palma est formée de plusieurs volcans juxtaposés qui prennent racine sur le plancher océanique à plusieurs milliers de mètres de profondeur sous le niveau de la mer. Ils font l'objet d'une surveillance sismique continue, et on y relève régulièrement des manifestations d'activité, parfois intenses. Si la caldeira de Taburiente a une structure radiale, la Cumbre Vieja a en revanche une structure axiale, car il s'agit d'un ensemble de fissures volcaniques. La lave qui s'injecte dans l'encaissant sous forme de dykes a ainsi découpé verticalement la moitié méridionale de l'île. Cette structure permet la constitution de vastes aquifères dans chacune des couches verticales entre deux dykes constitués de roches plus résistances et moins perméables. En cas d'arrivée de magma au cours d'une éruption volcanique, cette eau se réchaufferait, se dilaterait et éventuellement se vaporiserait, augmentant ainsi de volume et par conséquent la pression des roches qui la retiennent prisonnière. Vers la surface, la pression pourrait être aisément libérée, mais, horizontalement, les dykes opposeraient une résistance. Si ces filons de roche venaient à céder, l'encaissant perdrait son soutien et la moitié méridionale de l'île se disloquerait en glissant dans l'océan Atlantique, formant un tsunami.

La caldeira du volcan San Antonio. À l'arrière-plan, les villages de Los Quemados et Las Indias à Fuencaliente de la Palma. Mars 2013.

Ce scénario doit être nuancé selon plusieurs facteurs : la taille et le nombre des dykes, la quantité d’eau stockée dans les aquifères, son rôle effectif dans l’augmentation de la pression, la résistance réelle des roches encaissantes, la quantité de magma mise en jeu lors de l’éruption, la quantité de roches mises en mouvement et entrant dans l’océan Atlantique, le nombre de glissements de terrain, etc. Dans le scénario le plus catastrophique et le moins probable selon une partie de la communauté scientifique, un volume de 150 à 500 milliards de mètres cubes de roches, correspondant à la partie occidentale de la Cumbre Vieja, glisserait en une fois dans l’océan Atlantique. Ce phénomène créerait alors un tsunami de très grande ampleur (ou mégatsunami) de 600 mètres de hauteur et de près de 2 000 mètres d’amplitude pour sa plus grande vague. Cette onde se propagerait dans tout l'océan Atlantique Nord, atteignant plusieurs dizaines de mètres de hauteur sur les côtes des îles Canaries et d'Afrique du Nord et de l'Ouest, plus de dix mètres de hauteur sur les côtes d'Europe de l'Ouest et jusqu'à plus de 20 mètres de hauteur sur les côtes orientales d'Amérique du Nord et des Antilles. Dans des scénarios moins catastrophiques, plusieurs glissements de terrain pourraient se produire, de relativement faible ampleur, atteignant ou non l'océan Atlantique et pouvant créer des tsunamis moins puissants, mais pouvant tout de même constituer une menace.
Si cet évènement se produit, la masse d'eau déplacée serait considérable, causant la formation d'un tsunami dont l'importance est sujette à controverse : pour Bill McGuire, volcanologue, le glissement de terrain serait tel qu'un mégatsunami se formerait en quelques instants, balayant les côtes atlantiques et dévastant les récifs américains, africains et méditerranéens. A contrario, pour Ch. Mader, spécialiste de l'étude des raz-de-marée et ayant élaboré des modèles s'étant révélés pertinents, les vagues qui toucheraient l'Amérique ne feront guère plus d'une demi-dizaine de mètres. La plupart des spécialistes s'accordent néanmoins sur le fait que toutes les villes côtières de l'Atlantique pourraient être touchées par l'onde qui se diffuserait de manière uniforme, certaines régions pouvant être affectées par le tsunami jusqu'à 25 kilomètres à l'intérieur des terres.

### Éruption volcanique de 2021

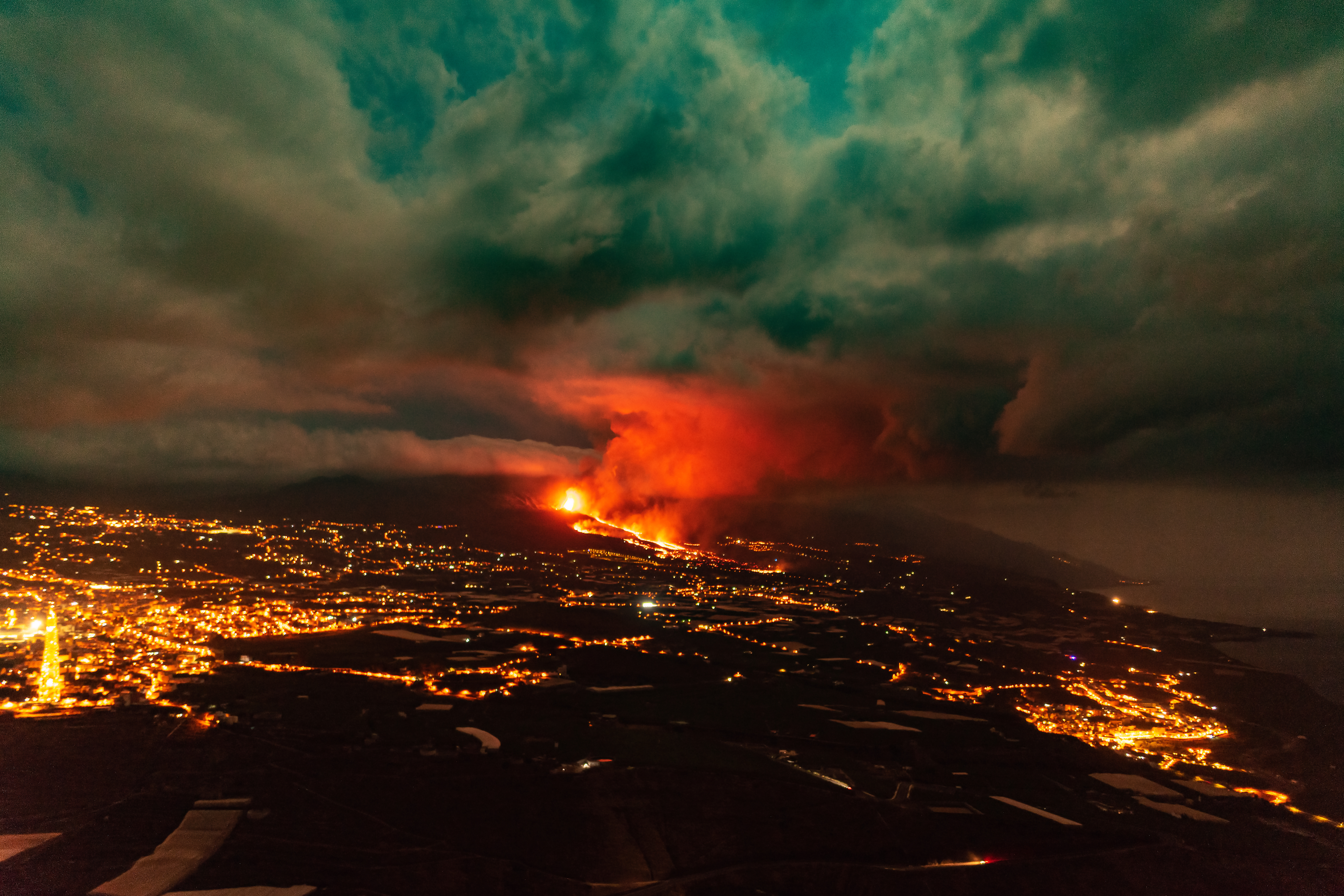
Éruption volcanique en 2021.

Le volcan Cumbre Vieja est entré en éruption dimanche 19 septembre 2021 peu après 15 heures locales (soit 14 heures GMT), 50 ans après sa précédente éruption, en 1971. La coulée de lave a détruit quasiment 3 000 bâtiments et entraîné l'évacuation de 7 000 personnes. Au lendemain du début de l'éruption, l'Institut volcanologique des îles Canaries estime que cette phase d'activité du volcan devrait durer plusieurs semaines en raison de la présence d'une seconde poche de magma située à 20 ou 30 kilomètres de profondeur. Une nouvelle langue de terre de 338 hectares en forme de " D " s'est déjà formée par la coulée de lave du volcan qui continue de s'accumuler dans l'océan, la silhouette de La Palma se transforme.

## Histoire

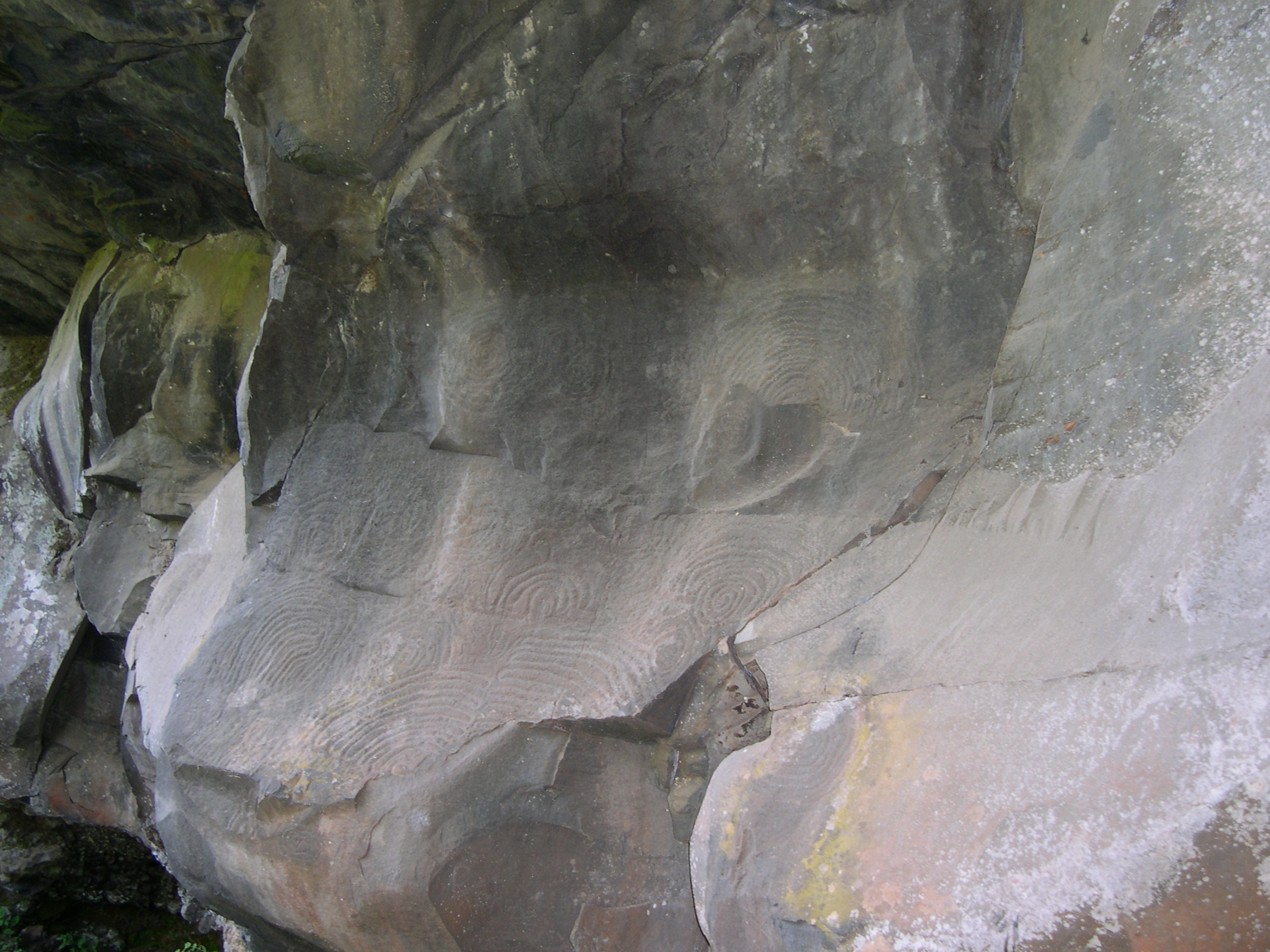
Art rupestre guanche au sein du parc culturel La Zarza.

Les premiers habitants de La Palma sont les Guanches, un peuple punico-berbère, venu d'Afrique du Nord à l'âge de la pierre, ou ultérieurement.
En 1493, La Palma est conquise par Alonso Fernández de Lugo au profit de l'Espagne. Le roi guanche Tanausu résista et survécut sur l’île de La Palma, dans la région d’Aceró, aujourd’hui la caldeira de Taburiente, avant d’être capturé par les Espagnols et un membre de sa famille, puis de mourir en captivité durant son voyage vers l’Espagne.

## Administration
La Palma est divisée en quatorze communes :
| - Barlovento - Breña Alta - Breña Baja - El Paso - Fuencaliente de la Palma - Garafía - Los Llanos de Aridane | - Puntagorda - Puntallana - San Andrés y Sauces - Santa Cruz de La Palma - Tazacorte - Tijarafe - Villa de Mazo |  |

## Démographie
En 2011, la population de La Palma s'élève à 87 163 habitants. La commune la plus peuplée est celle de Los Llanos de Aridane, dans l’ouest de l’île, avec 20 766 habitants. La capitale, Santa Cruz de La Palma, se trouve à l’est et compte 17 084 habitants.

## Économie et tourisme

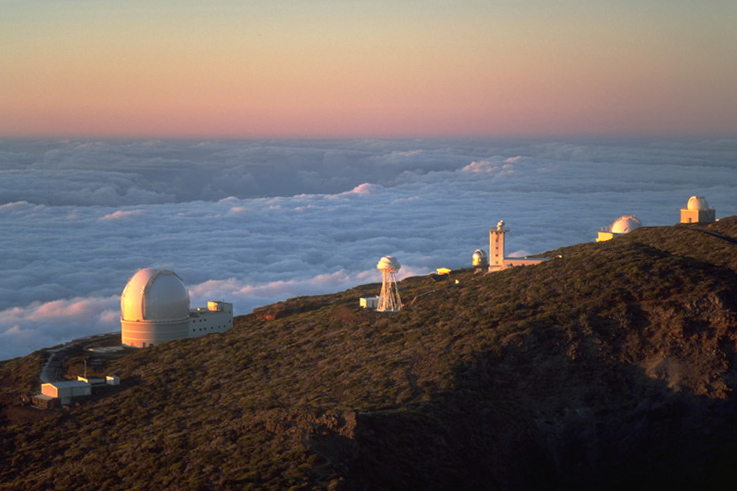
Vue de l'observatoire du Roque de los Muchachos.

L'agriculture, notamment celle de la banane, est la principale ressource économique de La Palma. Les bananeraies couvrent 50 km2 de superficie et produisent 150 000 tonnes de bananes par an. Les autres cultures sont représentées par les tomates, le tabac et les amandes.
L’île de La Palma possède plusieurs télescopes et instruments d’observation spatiale situés sur le Roque de los Muchachos, entre 1 000 et 2 000 mètres d’altitude, et regroupés au sein de l’Observatoire du Roque de los Muchachos. La pollution lumineuse est ainsi limitée afin de protéger la qualité du ciel pour le bon fonctionnement des différents instruments. Par conséquent, l'éclairage public, la puissance des ampoules ou leur orientation sont règlementés depuis 1988. De même, l'activité industrielle et aéronautique est limitée et il est interdit de survoler l'île sans autorisation. L'émission d'ondes radio est également restreinte.
Les touristes résident principalement dans les stations balnéaires de Los Cancajos sur la côte est et Puerto Naos sur la côte ouest ainsi que dans la ville historique de Santa Cruz de La Palma. L'île est très riche en sentiers de randonnée à travers les différents paysages. Les principales plages de l’île (toutes de sable noir) sont situées à Santa Cruz de La Palma, Los Cancajos, Puerto Naos et Puerto de Tazacorte. Il existe d'autres plages plus petites et isolées, principalement au sud-ouest, comme la Playa Nueva, la plage la plus récente de l'archipel des Canaries, puisqu'elle ne s'est formée qu'en 1971 à la suite de l'éruption du volcan Teneguia tout proche. Des piscines naturelles comme celles de La Fajana se situent principalement au nord de l'île. 

## Culture

### Célébrations et festivités
Le festival principal est le carnaval de Santa Cruz de La Palma. Tous les cinq ans entre juillet et août est célébrée la Bajada de la Notre-Dame-des-Neiges, patronne de La Palma, avec notamment une procession depuis son sanctuaire dans la montagne à la périphérie de Santa Cruz en direction du centre-ville.

### Symboles naturels
Les symboles naturels de La Palma sont : Pyrrhocorax pyrrhocorax barbarus (Graja) et Pinus canariensis (Pin des Canaries).

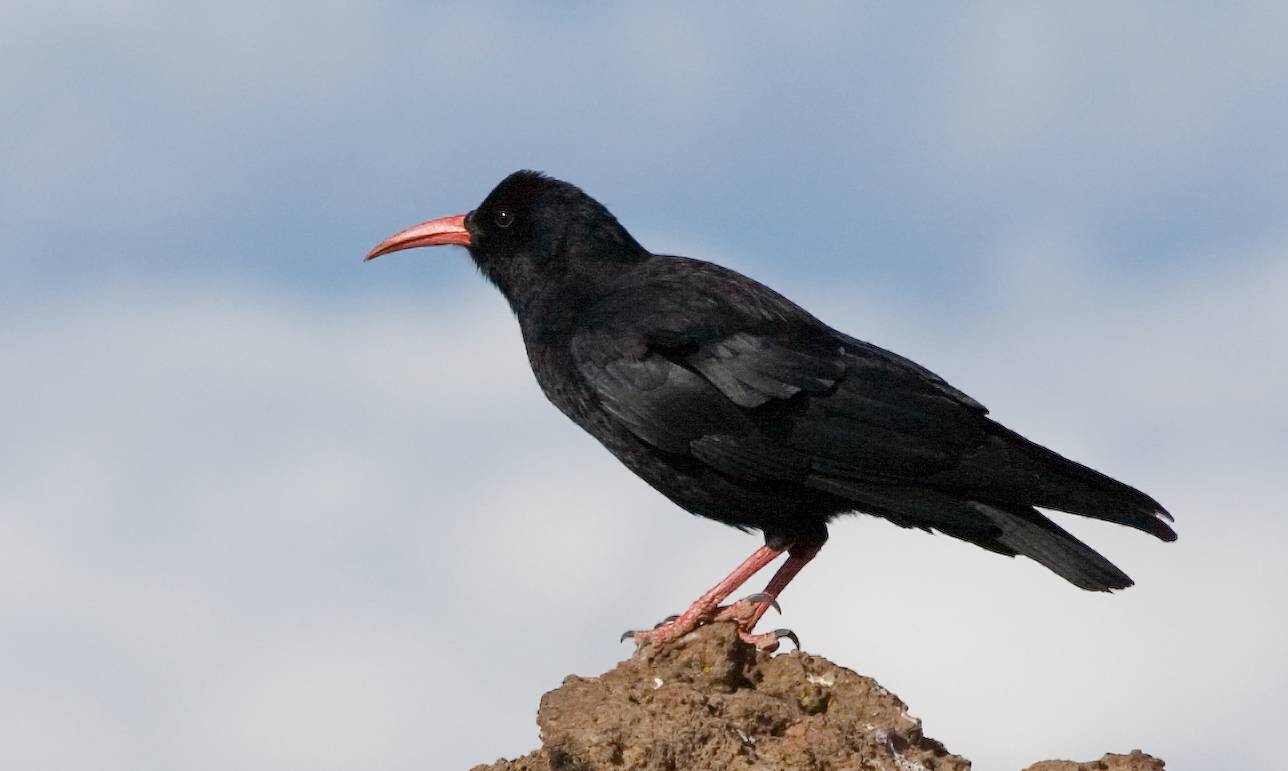
Pyrrhocorax pyrrhocorax barbarus.
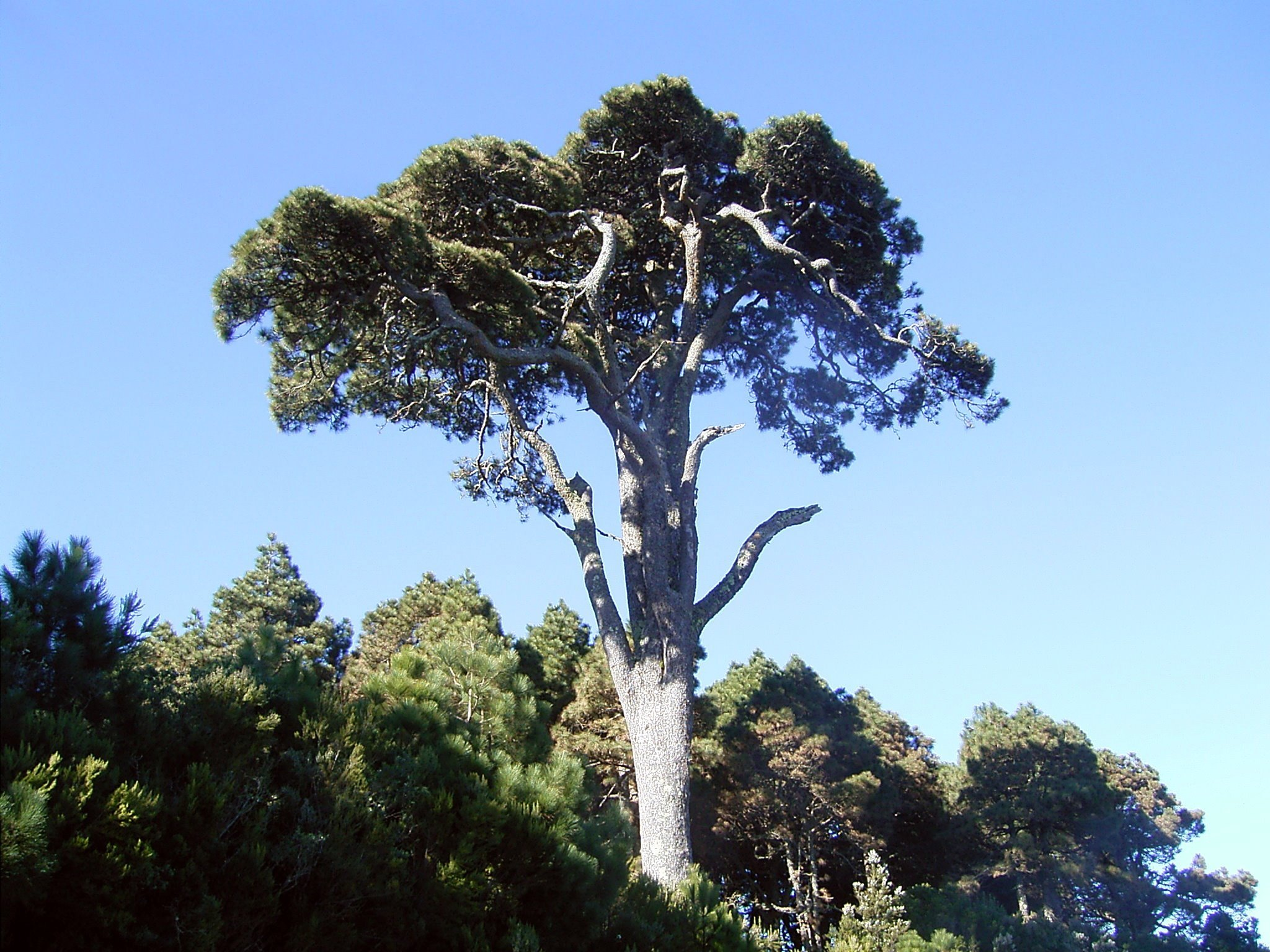
Pinus canariensis.

## Dans la culture
L'île est le lieu principal de l'action de la mini-série norvégienne La Palma diffusée sur Netflix en 2024.